# Cherisy
Cherisy é uma comuna francesa na região administrativa do Centro, no departamento Eure-et-Loir. Estende-se por uma área de 12,35 km². Em 2010 a comuna tinha 1 903 habitantes (densidade: 154,1 hab./km²).